# Céline Dion
Céline Dion (Charlemagne, Québec, 30. ožujka 1968.) kanadska je pjevačica. Najprodavanija je pjevačica u povijesti glazbe, s više od 220 milijuna albuma prodanih diljem svijeta.

## Životopis
Céline Dion je odrasla u brojnoj obitelji u kanadskoj pokrajini Quebec. Godine 1994. udala se za svoga managera Renea Agelila i s njim je imala sina. 
Pet godina je imala svoj show u Las Vegasu A New day, koji je posjetilo čak više od dva milijuna obožavatelja. Godine 1988. pobijedila je za Švicarsku na Eurosongu s pjesmom Ne partez pas sans moi. Nakon poroda još dvoje djece, blizanaca, vraća se u Las Vegas, gdje nastavlja svoj show. Godine 2008. Céline je po prvi put krenula na svjetsku turneju, na kojoj je zaradila 235 milijuna dolara.
Za svoje karijere dobila je preko 1096 raznih nagrada, 2 Oscara, 7 Grammyja, dok su joj četrdeset i dva singla tijekom godina bila broj jedan na kanadskoj ljestvici Top 100. Proglašena je za najbolju pjevačicu svih vremena.

## Diskografija

### Albumi na engleskom jeziku
- 1990.: Unison
- 1992.: Celine Dion
- 1993.: The Colour of My Love
- 1996.: Falling into You
- 1997.: Let's Talk About Love
- 1998.: These Are Special Times
- 1999.: All the Way... A Decade of Song
- 2000.: The Collector's Series Volume One
- 2002.: A New Day Has Come
- 2003.: One Heart
- 2004.: A New Day... Live in Las Vegas
- 2004.: Miracle
- 2007.: Taking Chances
- 2013.: Loved Me Back to Life

### Albumi na francuskom jeziku
- 1981: La Voix du Bon Dieu
- 1981: Céline Dion Chante Noël
- 1982: Tellement J'Ai d'Amour...
- 1983: Les Chemins de Ma Maison
- 1983: Du Soleil au Coeur
- 1983: Chants et Contes de Noël
- 1984: Mélanie
- 1984: Les Plus Grands Succès de Céline Dion
- 1984: Les Oiseaux du Bonheur
- 1985: C'Est Pour Toi
- 1985: Céline Dion en Concert
- 1986: Les Chansons en Or
- 1987: Incognito
- 1988: The Best Of
- 1991: Dion Chante Plamondon
- 1994: À l'Olympia
- 1995: D'eux
- 1996: Live à Paris
- 1998: S'il Suffisait d'Aimer
- 1999: Au Coeur Du Stade
- 2003: 1 Fille & 4 Types
- 2005: On Ne Change Pas
- 2007: D'Elles
- 2012: Sans attendre

## Vanjske poveznice
- Službena stranica